# Lajcsák Ferenc
Lajcsák Ferenc, más írásmóddal Laicsák (Selmecbánya (Hont vármegye), 1772. december 12. – Váradolaszi, 1843. május 5.) rozsnyói, majd nagyváradi püspök, császári és királyi valóságos belső titkos tanácsos.

## Élete
A gimnáziumot szülővárosában és Egerben végezte. 1789-ben az esztergomi érseki megye kispapjai közé vették fel. A pozsonyi papnevelőben volt teológus és 1793-ban a nagyszombati presbiteriumban a papi rendre készült.
1795-ben ugyanott fölszentelték szubdiakónussá, húsvét hétfőn diakónussá, és segédi és katechetai szolgálatot tett német nyelven 23 éves koráig. Pápai fölszabadításánál fogva december 28-án áldozópappá szentelték fel. 1796-ban gr. Batthyány József bíbornok Budán az esztergomi helytartóságnál jegyzői hivatalra alkalmazta.
1801-ben Kondé Miklós püspökkel átköltözött Nagyváradra és ott püspöktitkári hivatalt viselt 1803-ig; ennek végén az ó papnevelő-házban igazgatóvá rendelték; hivatalát folytatta az újban is (melynek sarkkövét Miklóssy Ferenc püspök tette le 1806. október 13-án, ő pedig, mint 1807. szeptember 8-án kinevezett váradi kanonok 1811-ben fölépített) a megyei és nyugalmazott papság alapítványainak gondviselésével együtt 1814-ig. Püspökszéki főesperes lett 1823-ban; rozsnyói püspök 1825-ben és augusztus 21-én Vurum József nagyváradi püspök fölkente.
1827. október 8-án a nagyváradi püspökségbe áthelyezték és november 27-én püspöki székét el is foglalta; egyszersmind a nagyváradi kedületi iskolák és tanulmányok igazgatására (mely hivatalában 1837-ig működött), királyi tanácsosi címmel kinevezték. 1836. május 13-ával belső titkos tanácsos lett. 1840. június 15-én szélütés érte, amiért hivatalától való fölmentését kérte. Ezt elnyervén 1842. november 16-án püspöki lakából kiköltözött és a Szent Ferenc kapucinusok kolostorába vonta magát.
Jótékonyságáról volt nevezetes; százezrekre menő alapítványai között fölemlítendők: A tanulók díjára: 1828-tól 1842-ig 107 698 forint 35 korona, mindkét nemű gyermekek neveltetésére és eltartására 205 016 forint 16 korona; iskolákra 500 000 forint, Szilágysomlyón egy gimnázium felállítására 1831-ben 10 000 vfrtot adott, sat.
Körlevelet bocsátott ki 1827. március 2-án Rozsnyón püspökmegyéje papjaihoz; Körlevele 1839. március 15-én a vegyes házasságok tárgyában (Sárospataki Füzetek 1864. 737. 1.); levele Beőthy Ödönhöz 1839. május 27. és Beőthy válasza jún. 27. (Uo. 1864. 349., 350. 1.)